# Greg Iles
 (15 août 2025).
Le texte peut changer fréquemment, n’est peut-être pas à jour et peut manquer de recul. N’hésitez pas à participer, en veillant à citer vos sources.
Œuvres principales
- Spandau Phoenix (1993)
- Black Cross (1995)
- Mortal Fear (1997)
- 24 heures pour mourir (2000)
- Brasier noir (2014)
- L'Arbre aux morts (2015)

Compléments
- Guitariste
- Membre du groupe Rock Bottom Remainders (en)

Greg Iles est un romancier, scénariste et guitariste américain né le 8 avril 1960 à Stuttgart (Allemagne de l'Ouest) et mort le 15 août 2025 à Natchez (Mississippi). 
Il vend plus de dix millions de livres dans le monde et nombre de ses romans sont classés dans la New York Times Best Seller list. L'un de ses romans, 24 Hours, est adapté à l'écran en 2002 sous le titre Trapped (Mauvais Piège).
Son premier roman est le thriller Spandau Phoenix (1993), centré autour du criminel nazi Rudolf Hess, et son dernier est Southern Man, paru en 2024.

## Biographie

### Jeunesse
Greg Iles naît en 1960 à Stuttgart en Allemagne de l'Ouest, où son père Jerry Iles dirige le centre médical de l'ambassade américaine. Sa mère, Betty Iles, est professeure d'anglais,.
Sa famille retourne aux États-Unis en 1963 et s'installe à Natchez dans le Mississippi, où Greg grandit. Il entre à l'université du Mississippi avec pour ambition d'étudier la médecine et suivre les traces de son père. Il abandonne cependant cette voie et décroche un diplôme d'anglais en 1983.
Avant l'écriture, la première passion de Greg Iles est la musique. Il devient guitariste, chanteur et parolier dans le groupe de rock Frankly Scarlet, avec lequel il gagne environ 30 000 $ par an pendant qu'il étudie à l'université. Après avoir obtenu son diplôme, il continue de jouer avec le groupe, mais le quitte au début de l'année 1990 à la suite d'une dispute avec les autres membres.

### Carrière
En 1990, Greg Iles vit à La Nouvelle-Orléans avec sa femme de l'époque, qui est encore étudiante. Il décide de devenir écrivain, et se donne un an pour rédiger et vendre un livre. Il travaille 18 heures par jour et écrit un manuscrit qu'il envoie à une dizaine d'agents. Il finit par obtenir un contrat de 125 000 $ pour 2 romans. Il s'agit de deux thrillers ayant pour thème la Seconde Guerre mondiale : Spandau Phoenix (1993) qui fut un best-seller, et Black Cross (1995) qui reçut le Mississippi Author’s Award for Fiction.
Greg Iles publie par la suite de nombreux romans, dont la plupart sont classés dans la New York Times Best Seller list. Son roman 24 Hours, publié en 2000, est adapté en 2002 sur grand écran par Luis Mandoki sous le titre Trapped (Mauvais Piège). Greg Iles en a écrit le scénario.
Il publie ses romans a un rythme effréné, mais fait une brusque pause à partir de 2009 et passe 5 ans sans sortir un seul livre. En 2011, il est victime d'un accident de voiture sur l'U.S. Route 61, près de Natchez, qui le plonge dans un coma de 8 jours et lui coûte l'usage de sa jambe droite.
En 2014, il décide de commencer une trilogie de thrillers consacrés au Sud profond et sort Natchez Burning. Ce livre est centré autour de l'ancien procureur Penn Cage (personnage déjà croisé dans d'autres romans tels que The Quiet Game et The Devil's Punchbowl). L'histoire se déroule à Natchez - ville où Greg Iles a grandi - durant les années 1950 et 1960, parle des relations entre les noirs et les blancs et « explore le rôle des élites sociales dans l'encouragement et le développement du racisme ». Ce roman, très attendu, est acclamé par la critique et est un best-seller (no 2 de la New York Times Best Seller list).
Le deuxième roman de la trilogie s'intitule The Bone Tree et sort en 2015. Le livre, qui fait directement suite aux évènements de Natchez Burning, est également un best-seller. Selon le Washington Post, Greg Iles raconte son histoire « avec style, intelligence et passion ». Comparé à une tragédie shakespearienne par le Pittsburgh Post-Gazette, l'ouvrage fait également référence à l'assassinat de John F. Kennedy.
Le dernier ouvrage de la trilogie, intitulé Mississipi Blood, est publié en 2017. Son dernier livre, Southern Man, sort en 2024.

### Maladie et décès
Greg Iles découvre en 1996, à l'âge de 36 ans, qu'il est atteint d’un myélome multiple, un grave cancer du sang qui, à l'époque, est considéré comme une « rapide condamnation à mort ». Il fait cependant partie des rares patients pour qui la maladie est asymptomatique et met des décennies à évoluer. Pendant des années, il garde son diagnostic secret pour ne pas impacter négativement sa carrière. La maladie le pousse également à écrire plus vite et à publier plus de romans commerciaux pour s'assurer une sécurité financière.
Au début des années 2020, pendant l'écriture de son dernier livre, Southern Man, le cancer accélère subitement sa progression. Il commence alors une chimiothérapie et envisage une transplantation de cellules souches. Inquiet de ne pas être capable de finir son roman, il reporte cependant l'opération de deux ans.
Après la publication de Southern Man en 2024, il prend un nouveau traitement — la chimiothérapie ne marchant plus aussi bien — et reprend le processus thérapeutique pour obtenir une transplantation de cellules souches. Il meurt cependant le 15 août 2025 à l'âge de 65 ans, à Natchez (Mississippi), des suites de sa maladie.

## Action caritative
Greg Iles est membre du groupe Rock Bottom Remainders (en) avec d'autres auteurs américains célèbres, dont notamment Stephen King, Amy Tan, Mitch Albom, Scott Turow et Matt Groening. Le but du groupe est de récolter de l'argent lors de concerts afin de financer des programmes d'alphabétisation pour enfants.

## Œuvre

### SérieNatchez Burning
1. Brasier noir, Actes sud, coll. « Actes noirs », 2018 ((en) Natchez Burning, 2014), trad. Aurélie Tronchet  (ISBN 978-2-330-10332-3)Réédition, Actes sud, coll. « Babel noir » no 234, 2020 (ISBN 978-2-330-12984-2)
2. L'Arbre aux morts, Actes sud, coll. « Actes noirs », 2019 ((en) The Bone Tree, 2015), trad. Aurélie Tronchet  (ISBN 978-2-330-11809-9)Réédition, Actes sud, coll. « Babel noir » no 248, 2021 (ISBN 978-2-330-14317-6)
3. Le Sang du Mississippi, Actes sud, coll. « Actes noirs », 2019 ((en) Mississippi Blood, 2017), trad. Aurélie Tronchet  (ISBN 978-2-330-12816-6)Réédition, Actes sud, coll. « Babel noir » no 262, 2022 (ISBN 978-2-330-15959-7)

### Romans
- (en) Spandau Phoenix, 1993
- (en) Black Cross, 1995
- (en) Mortal Fear, 1997
- (en) The Quiet Game, 1999
- 24 heures pour mourir, Presses de la Cité, 2003 ((en) 24 Hours, 2000), trad. Thierry Arson  (ISBN 2-258-05617-9)
- La Femme au portrait, Presses de la Cité, 2005 ((en) Dead Sleep, 2001), trad. Thierry Arson  (ISBN 2-258-06228-4)
- Passion mortelle, Presses de la Cité, 2007 ((en) Sleep No More, 2002), trad. Thierry Arson  (ISBN 978-2-258-06227-6)
- (en) The Footprints of God, 2003Également publié sous le titre Dark Matter
- La Mémoire du sang, Presses de la Cité, 2008 ((en) Blood Memory, 2005), trad. Thierry Arson  (ISBN 978-2-258-06868-1)
- Une petite ville sans histoire, Presses de la Cité, 2009 ((en) Turning Angel, 2005), trad. Jacques Matinache  (ISBN 978-2-258-07177-3)
- Poison conjugal, Presses de la Cité, 2010 ((en) True Evil, 2006), trad. Jacques Matinache  (ISBN 978-2-258-07814-7)
- (en) Third Degree, 2007
- (en) The Devil's Punchbowl, 2009
- (en) The Death Factory, 2014
- Cemetery Road, Actes sud, coll. « Actes noirs », 2021 ((en) Cemetery Road, 2019), trad. Thierry Arson  (ISBN 978-2-330-15013-6)

### Roman court
- (en) The Death Factory, 2014, e-book